# (634) Ute
Pour les articles homonymes, voir Ute.
(634) Ute est un astéroïde de la ceinture principale découvert le 12 mai 1907 par l'astronome allemand August Kopff, qui lui a donné le prénom d'une amie.
Sa désignation provisoire était 1907 ZN.